# Gijmel
Gijmel is een gehucht in Aarschot, Vlaams-Brabant. Voor de gemeentelijke fusies in 1977 maakte het, net als het nabijgelegen Wolfsdonk, deel uit van de gemeente Langdorp. Gijmel vormt een eigen parochie rond de Onze-Lieve-Vrouw-van-Fatimakerk en heeft onder meer een eigen basisschool, jeugdbeweging en fanfare.

## Geografie
Gijmel ligt in het Noorden van de stad Aarschot. Langdorp ligt ten zuiden van de spoorweg Leuven-Hasselt. Station Langdorp bedient beide kernen. Ten Oosten ligt het dorp Wolfsdonk. De beek Herseltseloop vormt (gedeeltelijk) de grens met Ramsel, een deelgemeente van Herselt.
Ten zuidwesten van Gijmel ligt de meer recente Aarschotse wijk Gijmelberg, gebouwd tussen 1970 en 1981.

## Nabijgelegen kernen
Aarschot, Ourodenberg, Langdorp, Wolfsdonk